# 2017 StarCraft II World Championship Series
2017 StarCraft II World Championship Series — шестой чемпионат мира World Championship Series по StarCraft II, организованный Blizzard Entertainment и проведённый с декабря 2016 по ноябрь 2017 года. Система претерпела незначительные изменения по сравнению с прошлым годом: в мире по-прежнему велись две рейтинговые системы — рейтинг WCS Korea и открытый рейтинг WCS; в рамках каждого рейтинга проводились киберспортивные мероприятия, а в конце года по 8 игроков из каждого рейтинга — победители крупнейших турниров и киберспортсмены, набравшие наибольшее количество очков за участие в турнирах — приглашались на мировой финал, проводимый в рамках выставки BlizzCon, и сражались за звание чемпиона мира. Также было организовано два глобальных соревнования — Intel Extreme Masters Katowice и GSL vs. The World. Выделенный Blizzard Entertainment призовой фонд составил, как и в прошлом году, 2 000 000 долларов США, однако он был расширен за счёт краудфандинга, благодаря чему призовой фонд мирового финала был увеличен до 700 000 долларов, а чемпион мира получил 280 000.
Чемпионом мира стал Ли «Rogue» Бён Рёль, второе место занял О «soO» Юн Су, а третье поделили между собой Чон «TY» Тае Янг и Хуан Карлос «SpeCial» Тена Лопез (матч за третье место не проводился).

## Предыстория и формат
Планы на 2017 год были опубликованы в декабре 2016 года. Основная идея осталась неизменной относительно чемпионата прошлого года: в мире по-прежнему велись две рейтинговые системы — рейтинг WCS Korea, рассчитанный на лучших киберспортсменов мира и открытый для всех желающих, и открытый рейтинг WCS (англ. WCS Circuit), требующий от участников резидентства вне Кореи. На мировой финал отправлялось по 8 игроков из каждого рейтинге; попасть в их число можно было либо победив на одном из самых престижных турниров года, либо попав в число набравших наибольшее число очков в своём рейтинге, которые даются за участие в турнирах.
В некорейском рейтинге в сотрудничестве с DreamHack было организовано четыре отборочных мероприятия: WCS Austin (Остин, США), WCS Jönköping (Йёнчёпинг, Швеция), WCS Valencia (Валенсия, Испания) и WCS Montreal (Монреаль, Канада). Как и в прошлом году, перед каждым чемпионатом открытого рейтинга WCS были проведены онлайн-турниры претендентов (англ. WCS Challenger), на которых разыгрывались по 8 оплаченных путёвок на соответствующие чемпионаты: 4 на европейском сервере и 4 на американском. В корейском рейтинге отборочными чемпионатами стали Intel Extreme Masters Gyeonggi и три сезона Global StarCraft II League. Ещё одним изменением GSL, помимо увеличения числа сезонов с 2 до 3, стало введение двух GSL Super Tournament — краткосрочных турниров, проводимых в перерывах между сезонами. В отличие от предыдущего года, победа на StarCraft II StarLeague больше не гарантировала слот на мировом финале, однако участие по-прежнему давало очки для рейтинга WCS Korea. Кроме того, в сотрудничестве с Electronic Sports League было организовано два глобальных мероприятия, участие в которых было доступно для представителей обоих рейтингов: GSL vs. The World и Intel Extreme Masters Katowice. Чемпион IEM Katowice также получил приглашение на мировой финал, забрав один слот в своём рейтинге.
Значимым нововведением 2017 года стал трофейный фонд (англ. War Chest) — аналог боевых пропусков для The International. Обычные игроки в StarCraft II могли покупать предметы из трофейного фонда во внутриигровом магазине, и 25 % от суммы, полученной от их продажи, шли в призовой фонд киберспортивных соревнований World Championship Series. Таким образом призовой фонд, установленный Blizzard Entertainment, как и в прошлом году, в 2 000 000 долларов США, мог быть увеличен за счёт краудфандинга. В соответствии с планами Blizzard, первые собранные 200 000 долларов пошли на увеличение призового фонда мирового финала, изначально имевшего призовой фонд в 500 000 долларов, а собранные далее деньги пошли на организацию отдельных соревнований.

## Отборочные соревнования

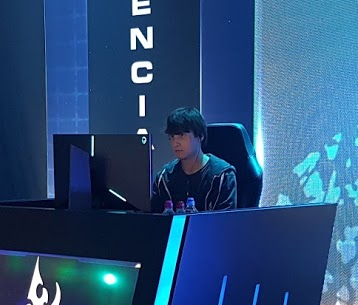
Алекс «Neeb» Сандерхафт, трёхкратный чемпион соревнований открытого рейтинга WCS 2017 года

### Открытый рейтинг WCS
Чемпионом трёх из четырёх соревнований WCS стал Алекс «Neeb» Сандерхафт. На WCS Austin он стал чемпионом, обыграв в финале Артура «Nerchio» Блоха со счётом 4:2. На финале WCS Jönköping он одержал победу над Йооной «Serral» Соталой со счётом 4:3. На WCS Valencia чемпионом стал Миколай «Elazer» Огоновски, обыгравший в финале Йэнса «Snute» Оскорда со счётом 4:3; Neeb вылетел в четвертьфинале, проиграв Хуану Карлосу Тена «SpeCial» Лопезу со счётом 2:3. На WCS Montreal чемпионство снова взял Neeb, одержав разгромную победу в финале над Snute со счётом 4:0.

### Рейтинг WCS Korea
На Intel Extreme Masters Gyeonggi было приглашено 4 киберспортсмена, занявших наивысшие места на 2016 WCS Global Finals; остальные 12 мест были разыграны на открытых квалификациях. Чемпионат начался с групповой стадии, играющейся по системе GSL в формате до двух побед; далее следовала стадия плей-офф, играющаяся до трёх побед, а финал игрался до четырёх побед. Принимать участие в соревновании мог кто угодно, однако все матчи проводились на корейском сервере и участникам нужна была корейская виза или резидентство в стране с безвизовым режимом с Южной Кореей. IEM Gyeonggi начался 14 декабря 2016 года и закончился победой Ли «INnoVation» Син Хёна, одержавшим в финале победу над Ким «Stats» Дэ Ёпом со счётом 4:0. Победителями трёх сезонов GSL стали Ким «Stats» Дэ Ёп (второе место — О «soO» Юн Су), Кох «GuMiho» Бён Джэ (второе место — О «soO» Юн Су) и Ли «INnoVation» Син Хён (второе место — Ким «sOs» Ю Джин).

### Глобальные соревнования
Intel Extreme Masters Katowice прошёл с 27 февраля по 5 марта 2017 года в Катовице, Польша, и стал единственным западным турниром стороннего организатора, на котором разыгрывался слот на WCS Global Finals 2017. 12 участников IEM Katowice отобрались через онлайн-квалификации, ещё 64 участника прибыли в Катовице для участия в офлайн-квалификации, из которых 12 присоединились к соревнованию. Участников поделили на 4 группы, в которых каждый играл с каждым; занявшие первое место в своей группе начинали игру в плей-офф с четвертьфинала, а игроки со второго и третьего места отправлялись в 1/8 финала. Чемпионом стал Чон «TY» Тае Янг, обыгравший в финале Ким «Stats» Дэ Ёпа. На пути к финалу Stats обыграл действующего чемпиона мира, Пён «ByuN» Хён У, и финалиста чемпионата мира 2016 года, Пак «Dark» Риюнг У. Финальный поединок прошёл до конца — было разыграно все 7 карт, по результатам которых TY выиграл со счётом 4:3. Несколькими неделями ранее TY также выиграл на World Electronic Sports Games.
В соревновании GSL vs. The World, прошедшем с 3 по 5 августа 2017 года в Сеуле, приняли участие 16 игроков, по 8 от каждого рейтинге. В корейском рейтинге 4 участника получили приглашения от организаторов, а оставшиеся 4 определились голосованием среди зрителей. От мира 4 участника получили приглашения, 3 определились голосованием, и один, китайский игрок Джоу «IAsonu» Ханг, попал на турнир как обладатель наибольшего числа очков WCS в китайском регионе. Все матчи проходили в формате до трёх побед, финал — до четырёх. Победителем турнира стал Ли «INnoVation» Син Хён, проигравший за весь турнир всего одну карту. Помимо одиночного турнира, на мероприятии также был разыгран командный матч между игроками из Южной Кореи и остальными киберспортсменами, в рамках которого каждому игроку из одной команды был противопоставлен игрок из другой. Корейцы выиграли со счётом 7:1; единственным победившим некорейским игроком стал Диего «Kelazhur» Швимер, обыгравший Чон «TY» Тае Янга.

## Мировой финал
Мировой финал прошёл в рамках выставки BlizzCon 2017 в Анахайме, Калифорния, США. Благодаря трофейному фонду, призовой фонд турнира был увеличен с 500 000 до 700 000 долларов США; из них 280 000 получал чемпион.
Александр «Neeb» Сандерхафт, выигравший в своём рейтинге три отборочных турнира из четырёх, попал в одну группу с Ли «Rogue» Бён Рёлем, Артуром «Nerchio» Блохом и О «soO» Юн Су и не смог выйти из неё. Также из своих групп не смогли выйти Пак «Dark» Риюнг У, серебряный призёр чемпионата прошлого года, и Ким «Stats» Дэ Ёпом, считающийся самым стабильным протоссом за последние два года. Два вышедших в плей-офф некорейца — Хуан Карлос «SpeCial» Тена Лопез и Миколай «Elazer» Огоновски — встретились в четвертьфинале. Победителем из этого противостояния вышел SpeCial, который, однако, проиграл в полуфинале О «soO» Юн Су со счётом 0:3.
Чемпионом мира стал Ли «Rogue» Бён Рёль, обыгравший в финале О «soO» Юн Су со счётом 4:2. На пути к финалу Rogue победил легендарного игрока за протоссов Ким «herO» Джун Ху со счётом 3:1 и террана Чон «TY» Тае Янга, лидировавшего по количеству заработанных призовых в этом году. За шесть игр финала soO показал большое количество заготовленных стратегий, однако Rogue удавалось адаптироваться к ним. 2017 WCS Global Finals стал очередным поражением soO в финале: к моменту проведения мирового финала он уже имел шесть вторых мест на Global StarCraft II League. Для Rogue это стало первой победой в престижном чемпионате; благодаря ей он попал в 10 самых финансово успешных киберспортсменов StarCraft II.
Матчи групповой стадии прошли в формате до двух побед, плей-офф — до трёх побед, а финал — до четырёх побед. Турнирная таблица плей-офф финала:
|  | Четвертьфиналы | Четвертьфиналы | Четвертьфиналы |  |  | Полуфиналы  | Полуфиналы  | Полуфиналы |   |         | Финал   | Финал | Финал |
|  |                |                |                |  |  |             |             |            |   |         |         |       |       |
|  | (т) SpeCial    | (т) SpeCial    | 3              |  |  |             |             |            |   |         |         |       |       |
|  | (з) Elazer     | (з) Elazer     | 1              |  |  | (т) SpeCial | (т) SpeCial | 0          |   |         |         |       |       |
|  | (з) soO        | (з) soO        | 3              |  |  | (з) soO     | (з) soO     | 3          |   |         |         |       |       |
|  | (т) GuMiho     | (т) GuMiho     | 2              |  |  |             |             |            |   | (з) soO | (з) soO | 2     |       |
|  | (п) herO       | (п) herO       | 1              |  |  |             | (з) Rogue   | (з) Rogue  | 4 |         |         |       |       |
|  | (з) Rogue      | (з) Rogue      | 3              |  |  | (з) Rogue   | (з) Rogue   | 3          |   |         |         |       |       |
|  | (т) TY         | (т) TY         | 3              |  |  | (т) TY      | (т) TY      | 2          |   |         |         |       |       |
|  | (т) INnoVation | (т) INnoVation | 2              |  |  |             |             |            |   |         |         |       |       |
|  |                |                |                |  |  |             |             |            |   |         |         |       |       |
|  |                |                |                |  |  |             |             |            |   |         |         |       |       |